# Fireflies
«Fireflies» es el primer sencillo del álbum Ocean Eyes, del artista estadounidense Owl City. El vocalista de Relient K, Matt Thiessen, aparece como vocalista invitado en esta canción.
«Fireflies» tuvo un gran éxito, llegando a lo más alto de las listas de Australia, Bélgica, Dinamarca, Irlanda, Suecia, Noruega, Reino Unido, Estados Unidos y Holanda. En 2018, "Fireflies" obtuvo la calificación de 7 veces Platino en Estados Unidos.

## Videoclip
El videoclip de "Fireflies" fue dirigido por Steve Hoover. Muestra a Adam Young cantando y tocando el órgano en una habitación llena de juguetes, que más tarde cobran vida, hasta que acaba de tocar, y todos vuelven a su sitio de origen.

## Listas musicales
| Lista                              | Mejor posición |
| ---------------------------------- | -------------- |
| Alemania (Media Control Charts)    | 6              |
| Australia (ARIA)                   | 1              |
| Austria (Ö3 Austria Top 40)        | 2              |
| Bélgica (Flanders Ultratop 50)     | 2              |
| Bélgica (Valonia Ultratop 40)      | 4              |
| Canadá (Canadian Hot 100)          | 2              |
| Dinamarca (Tracklisten)            | 1              |
| Eslovaquia (IFPI)                  | 8              |
| España (PROMUSICAE)                | 27             |
| Estados Unidos (Billboard Hot 100) | 1              |
| European Hot 100                   | 3              |
| Finlandia (Mitä hittiä)            | 7              |
| Francia (SNEP)                     | 17             |
| Irlanda (IRMA)                     | 1              |
| Italia (FIMI)                      | 2              |
| Japón (Japan Hot 100)              | 3              |
| Noruega (VG-lista)                 | 2              |
| Nueva Zelanda (RIANZ)              | 2              |
| Países Bajos (Dutch Top 40)        | 1              |
| Polonia (ZPAV)                     | 2              |
| Reino Unido (UK Singles Chart)     | 1              |
| Suecia (Sverigetopplistan)         | 1              |
| Suiza (Media Control Charts)       | 4              |